# Albert Van Vlierberghe
Albert Van Vlierberghe (18 de março de 1942 — 20 de dezembro de 1991) foi um ciclista profissional belga que competia tanto em provas de estrada, quanto de pista. Van Vlierberghe venceu três etapas do Tour de France, e três etapas do Giro d'Italia. Competiu nos Jogos Olímpicos de Verão de 1964 em Tóquio, onde fez parte da equipe belga que terminou em décimo terceiro na prova de 100 km contrarrelógio por equipes. Nesta mesma Olimpíada, também competiu na perseguição por equipes de 4 km.